# Veliki retroprirezan ikozidodekaeder
| Veliki retroprirezan ikozidodekaeder                 | Veliki retroprirezan ikozidodekaeder                 |
| ---------------------------------------------------- | ---------------------------------------------------- |
|                                                      |                                                      |
| Vrsta                                                | uniformni zvezdni polieder                           |
| Elementi                                             | F = 92, E = 150, V =60 ({\displaystyle \chi \,} = 2) |
| Stranske ploskve po stranicah                        | (20+60){3}+12{5/2}                                   |
| Wythoffovi simboli                                   | \| 3/2 5/3 2                                         |
| Simetrijska grupa\|\|Ih, [5,3]+, 532                 |                                                      |
| Bowerjeva okrajšava                                  | Girsid                                               |
| Sklici                                               | U74, C90, W117                                       |
| veliki pentagramski heksekontaeder (dualni polieder) | ((34.5/2)/2 slika oglišč                             |

Veliki retroprirezan ikozidodekaeder je nekonveksni uniformni polieder z oznako (indeksom) U69. Ima Schläflijev simbol s{3/2,5/3}.

## Kartezične koordinate
Kartezične koordinate oglišč velikega retrosnub ikozidodekaedra so parne permutacije naslednjih vrednosti: 
(±2α, ±2, ±2β),
(±(α−βτ−1/τ), ±(α/τ+β−τ), ±(−ατ−β/τ−1)),
(±(ατ−β/τ+1), ±(−α−βτ+1/τ), ±(−α/τ+β+τ)),
(±(ατ−β/τ−1), ±(α+βτ+1/τ), ±(−α/τ+β−τ)) in
(±(α−βτ+1/τ), ±(−α/τ−β−τ), ±(−ατ−β/τ+1)),
s parnim številom pozitivnih predznakov, kjer je
α = ξ−1/ξ
in
β = −ξ/τ+1/τ2−1/(ξτ),
kjer je τ = (1+√5)/2  zlati rez in
ξ je manjša pozitivna realna ničla funkcije ξ3−2ξ=−1/τ, kar je
{\displaystyle \xi ={\frac {\left(1+i{\sqrt {3}}\right)\left({\frac {1}{2\tau }}+{\sqrt {{\frac {\tau ^{-2}}{4}}-{\frac {8}{27}}}}\right)^{\frac {1}{3}}+\left(1-i{\sqrt {3}}\right)\left({\frac {1}{2\tau }}-{\sqrt {{\frac {\tau ^{-2}}{4}}-{\frac {8}{27}}}}\right)^{\frac {1}{3}}}{2}}}
ali približno 0,3264046.